# Georgian Super Liga
La Georgian Super Liga (საქართველოს სუპერლიგა) è la massima serie del campionato georgiano di pallacanestro.

## Storia
Dopo il crollo dell'Unione Sovietica, nel 1992 ogni ex-Repubblica sovietica ha cominciato ad organizzare un campionato di pallacanestro.
Il torneo ha visto un sostanziale dominio durante gli anni 1990 del Vita Tbilisi, mentre agli inizi degli anni 2000 fu il Basco Batumi a imporre la propria supremazia. Negli ultimi anni il Rustavi ha vinto quattro campionati consecutivi. Nell'annata 2019-2020 il campionato non è stato svolto causa Covid 19.

## Albo d'Oro
- 1990-1991  Dinamo Tbilisi
- 1991-1992  Dinamo Tbilisi
- 1992-1993  Vita Tblisi
- 1993-1994  Vita Tblisi
- 1994-1995  Vita Tblisi
- 1995-1996  Vita Tblisi
- 1996-1997  Vita Tblisi
- 1997-1998  Vita Tblisi
- 1998-1999  Basco Batumi
- 1999-2000  Basco Batumi
- 2000-2001  Basco Batumi
- 2001-2002  Basco Batumi
- 2002-2003  Dinamo Tbilisi
- 2003-2004  Basco Batumi
- 2004-2005  Vita Tblisi
- 2005-2006  Avia Tbilisi
- 2006-2007  Rustavi
- 2007-2008  Rustavi
- 2008-2009  Rustavi
- 2009-2010  Rustavi
- 2010-2011  Armia Tbilisi
- 2011-2012  Armia Tbilisi
- 2012-2013  SHSS Ak'ademia
- 2013-2014  Dinamo Tbilisi
- 2014-2015  SHSS Ak'ademia
- 2015-2016  Kutaisi
- 2016-2017  Dinamo Tbilisi
- 2017-2018  Dinamo Tbilisi
- 2018-2019  Delta
- 2019-2020 non assegnato
- 2020-2021  Rustavi
- 2021-2022  Kutaisi
- 2022-2023  TSU Tbilisi
- 2023-2024  Kutaisi

## Vittorie per club
| Club           | Città   | Titolo | Anno                               |
| -------------- | ------- | ------ | ---------------------------------- |
| Vita Tblisi    | Tbilisi | 7      | 1993-1998, 2005                    |
| Dinamo Tbilisi | Tbilisi | 6      | 1991, 1992, 2003, 2014, 2017, 2018 |
| Kutaisi        | Kutaisi | 3      | 2016, 2022, 2024                   |
| Basco Batumi   | Batumi  | 5      | 1999-2002, 2004                    |
| Rustavi        | Rustavi | 5      | 2007-2010, 2021                    |
| SHSS Ak'ademia | Tbilisi | 2      | 2013, 2015                         |
| Armia Tbilisi  | Tbilisi | 2      | 2011, 2012                         |
| TSU Tbilisi    | Tbilisi | 1      | 2023                               |
| Delta          | Tbilisi | 1      | 2019                               |
| Avia Tbilisi   | Tbilisi | 1      | 2006                               |